# Bahía Blanca
Bahía Blanca este un oraș din Argentina, cu ieșire la Oceanul Atlantic.